# Kościół Ducha Świętego we Wrocławiu
Kościół Ducha Świętego we Wrocławiu – współczesny dwupoziomowy kościół we Wrocławiu położony na osiedlu Tarnogaj przy ul. Bardzkiej 2/4. Jego parafia obejmuje także obszar osiedli Gaj i Huby.

## Historia

### Średniowieczne kościoły św. Ducha
W średniowieczu istniały we Wrocławiu następujące dwa po sobie kościoły pod wezwaniem Świętego Ducha, położone był przy dzisiejszej ul. św. Ducha, nieopodal Bramy Piaskowej. Pierwszy, ufundowany wraz ze szpitalem przez Henryka Brodatego w 1214 i zbudowany przez opata Witosława został zniszczony podczas najazdu Mongołów. Po zniszczeniach kościół i szpital wzniesiono na nowo w stylu gotyckim. W 1481 przy szpitalu wzniesiono kaplicę św. Fabiana i Sebastiana. Zespół szpitalno-kościelny przebudowano w latach 1535–1568, ale już w 1591, w związku z rozbudową fortyfikacji miejskich szpital zburzono. Sześć lat później zawalił się sam kościół i zdecydowano się go nie odbudowywać, w związku z istnieniem w pobliżu dużo większego pobernardyńskiego kościoła parafialnego, do którego przeniesiono też ocalałe wyposażenie.

### Kościół międzywojenny
Bezpośredni poprzednik dzisiejszego kościoła, przyjmujący tradycyjne wezwanie, powstał w między 30 kwietnia 1928 a 20 stycznia 1929 według projektu Hermanna Pfafferotta przy skrzyżowaniu ul. Armii Krajowej i Nyskiej. Ceglany kościół z wysoką wieżą posiadał konserwatywne formy architektoniczne. W czasie oblężenia Wrocławia w 1945 został silnie uszkodzony, a jego ruiny rozebrano w 1954.

### Obecny kościół
Od przełomu lat 50. i 60. podejmowano starania o wzniesienie nowego kościoła, co nie udawało się ze względu na opór władz. W miejscu starego kościoła zbudowano w międzyczasie piekarnię. Ostatecznie w 1972 Kościół otrzymał zgodę na wzniesienie nowej świątyni na znacznie lepiej eksponowanej działce zamykającej oś ulicy Kamiennej.
Jednym z warunków zezwolenia było ograniczenie całości inwestycji do jednego obiektu, toteż projektanci, Waldemar Wawrzyniak, Jerzy Wojnarowicz i Tadeusz Zipser zdecydowali się wznieść obiekt jednobryłowy. Pierwotnie zatwierdzony projekt przewidywał, że przestrzeń pod wyniesioną ponad poziom terenu nawą będzie wypełniona piaskiem; w rzeczywistości był to wybieg formalny architektów, a wnętrze pod nawą przeznaczono na kaplicę.
Budowa, prowadzona od 1973 dzięki staraniom księdza Stefana Wójcika (1935–2001) – proboszcz parafii Ducha Świętego we Wrocławiu w latach 1969–2001, została zakończona w 1981. Pierwsze nabożeństwo w kaplicy odprawiono 24 grudnia 1975, a w 1979 odprawiono w górnym wnętrzu pierwszą mszę. Budowę prowadzono systemem gospodarczym, poza wrocławskimi rzemieślnikami w pracach uczestniczyli podhalańscy cieśle.
Już po budowie głównego korpusu kościoła stopniowo rozszerzano założenie, wznosząc w latach 1978–1983 według projektu Tadeusza Zipsera otaczające dziedziniec parterowe sale katechetyczne, w latach 1994–1995 wolno stojącą dzwonnicę oraz nowy, obszerniejszy budynek plebanii.
Na początku XXI w. dokonano zmian w wyglądzie zewnętrznym kościoła – bez konsultacji z autorami obiektu i przy ich sprzeciwie pokryto kościół systemowym ociepleniem styropianowym z intensywnie pomarańczowym tynkiem strukturalnym, zaś nad wejściem umieszczono figuralne plastyki, przedstawiające m.in. Jana Pawła II.

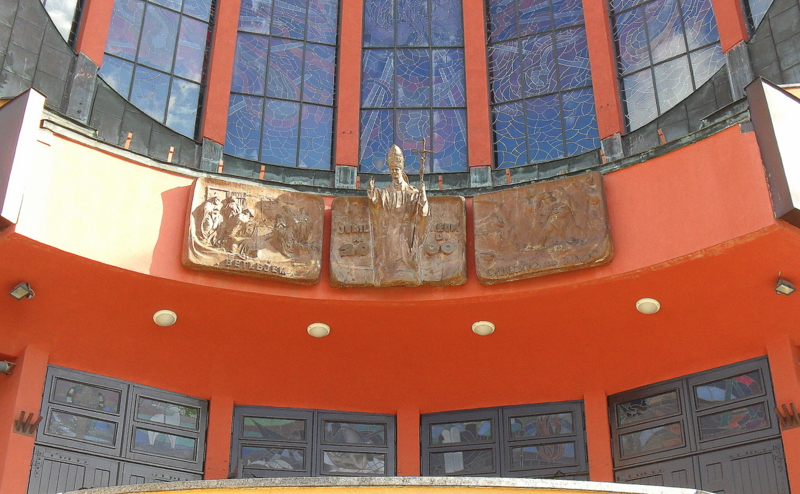
Płaskorzeźby nad wejściem do kościoła

## Architektura
Kościół posiada nowoczesną formę, inspirowaną architekturą organiczną i kaplicą maryjną w Ronchamp Le Corbusiera, jednocześnie symboliką nawiązując do architektury historycznej i archetypu świątyni.
Początkowo pozostawione w surowej cegle elewacje (planowano oblicowanie cegłą klinikierową) z licznymi uskokami jak również witraż wstawiony w siedem ostrołukowych okien elewacji wschodniej przypomina gotyckie kościoły Wrocławia. Dwupoziomowa forma przestrzenna stanowi bezpośrednie nawiązanie do kościoła św. Krzyża i św. Bartłomieja. Z kolei dwuskrzydłowe schody wejściowe stanowią wedle Waldemara Wawrzyniaka świadome nawiązanie do baroku. Kształt dachu nawiązuje do hełmów katedry w Kutnej Horze. Forma kościoła zawiera liczne symbole liczbowe (7, 10, 12).
Rozrzeźbiony rzut, mieszczący we wschodniej części kilkupiętrowe pomieszczenia zakrystii i plebanii nakryty jest wspólnym dachem o formie w przybliżeniu stożkowej, zwieńczonym krzyżem osadzonym w kielichu kwiatowym. Ściany kościoła wymurowane są z cegły, strop i sklepienie są żelbetowe. Konstrukcja dachu-wieży jest stalowa, pokryta blachą miedzianą na deskowaniu. Boczne ściany mają wysokość około 25 m, zaś łączna wysokość kościoła wynosi 54 m. W słabo zagospodarowanym najbliższym otoczeniu kościół stanowi wyraźną dominantę, zamykając też od wschodu oś ulicy Kamiennej.
Plan kościoła uwzględnia postulaty Soboru Watykańskiego II. Jednoprzestrzenne, w przybliżeniu sześciokątne wnętrze kościoła o powierzchni ponad 800 m² (długość około 30 m, szerokość około 32 m) posiada ponad 600 miejsc siedzących, ponadto dalszych 1400 osób może przebywać tam stojąc. Z dwu strony nawy znajdują się empory. Malarstwo we wnętrzu, powstałe po odrzuceniu początkowej ascetycznej koncepcji autorstwa Waldemara Wawrzyniaka i Tadeusza Pactwy, wykonali Tadeusz Zipser i Barbara Stoksik.

## Organy
Instrument wybudowała firma organowa Józefa Cynara z Wrocławia w roku 1989. Oprócz nich w dolnej części kościoła znajdują się małe organy z 2000 roku, wybudowane przez Antoniego Szydłowskiego. Umieszczone są we wnęce blisko ołtarza.

Ołtarz Najświętszego Sakramentu

Witraż

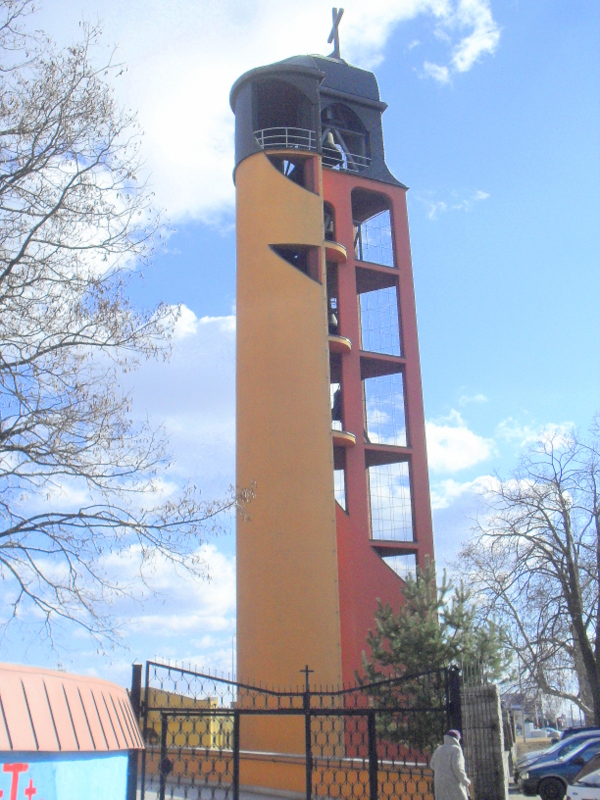
Dzwonnica

| Manuał I        | Manuał II       | Pedał         |
| --------------- | --------------- | ------------- |
| Pryncypał 8'    | Pryncypał 8'    | Kontrabas 16' |
| Gemshorn 8'     | Gedakt 8'       | Subbas 16'    |
| Flet rurkowy 8' | Salicjonał 8'   | Oktawa 8'     |
| Oktawa 4'       | Unda maris 8'   | Chorałbas 4'  |
| Flet otwarty 4' | Fugara 4'       | Róg nocny 2'  |
| Kwinta 2 2/3'   | Flet rurkowy 4' |               |
| Superoktawa 2'  | Nasard 2 2/3'   |               |
| Kornet I-III    | Flet leśny 2'   |               |
| Mikstura IV     | Tercja 1 3/5'   |               |
| Szałamaja 8'    | Flageolet 1'    |               |
|                 | Mikstura III    |               |
|                 | Obój 8'         |               |
|                 | Krumhorn 8'     |               |

## Dzwony
Na kościelnej wieży znajdują się 4 dzwony.
|                  | Imię         | Waga     | Ton uderzeniowy | Rok odlania | Odlewnia                                     |
| ---------------- | ------------ | -------- | --------------- | ----------- | -------------------------------------------- |
| Największy dzwon | Stefan       | ~3500 kg | ais0            | Lata 90     | Odlewnia Dzwonów Janusz Felczyński, Przemyśl |
| Duży dzwon       | Henryk Roman | ~2500 kg | c'              | Lata 90     | Odlewnia Dzwonów Janusz Felczyński, Przemyśl |
| Średni dzwon     | Wincenty     | ~1000 kg | f'              | Lata 90     | Odlewnia Dzwonów Janusz Felczyński, Przemyśl |
| Mały dzwon       | Bezimienny   | ~350 kg  | h'              | Lata 90     | Odlewnia Dzwonów Janusz Felczyński, Przemyśl |